# ブルーノ・ジョルダーノ
ブルーノ・ジョルダーノ（Bruno Giordano, 1956年8月13日 - ）は、イタリア・ローマ出身の元同国代表サッカー選手、現サッカー指導者。現役時代のポジションはフォワード。

## 経歴
生まれ故郷のクラブであるSSラツィオでキャリアをスタートし、1978-79シーズンには19ゴールを挙げ、セリエA得点王を獲得した。10シーズン在籍した後、ディエゴ・マラドーナ自身からの誘いもあり、SSCナポリへ移籍。マラドーナの理想のパートナーとして、1986-87シーズン、クラブ史上初のスクデット獲得に貢献、更にコッパ・イタリアでも13試合で10ゴールを挙げ、優勝を果たした。マラドーナ、ジョルダーノ、カレカ(初期にはカルネバーレ)の3人はそれぞれの頭文字から取ってマジカ（Ma・Gi・Ca、魔法）と呼ばれ、クラブの黄金時代を築いた。ナポリでは78試合で23ゴールを挙げた。
1988年から、アスコリ・カルチョへ移籍したが、1シーズンで退団し、ボローニャFCへ移籍したが翌シーズンにはアスコリに復帰、1991-92シーズン、1月5日のローマ戦でラストゴールを決め、同シーズン限りで引退した。
1978年12月21日のスペイン戦でイタリア代表デビュー、メジャー大会への出場はないが、1985年までに13試合に出場した。

## 指導歴
引退の翌シーズンから指導者としての道を歩み始める。2015-16シーズンよりFCタタバーニャに招聘され、自身にとって初めて国外で指揮を執ることとなった。2016年10月、セリエDに所属するASDチッタ・ディ・グラニャーノのゼネラルディレクターに就任した。

## タイトル

### クラブ
ラツィオ
- カンピオナートU-23（イタリア語版）: 1973-74
- カンピオナート・プリマヴェーラ : 1975-76

ナポリ
- セリエA : 1986-87
- コッパ・イタリア : 1986-87

### 個人
- セリエA得点王 : 1978-79（19得点）
- セリエB得点王 : 1982-83（18得点）
- コッパ・イタリア得点王 : 1986-87（10得点）

### 指導者
クロトーネ
- セリエD : 1996-97